# Скарговка
Скарговка (укр. Скаргівка) — село в Кременском районе Луганской области Украины. Входит в Голубовский сельский совет.
Население по переписи 2001 года составляло 191 человек. Почтовый индекс — 92920. Телефонный код — 6454. Занимает площадь 0,6 км². Код КОАТУУ — 4421681303.

## Местный совет
92920, Луганська обл., Кремінський р-н, с. Голубівка, вул. Леніна, 46а  (укр.)